# Álftafjörður (Ísafjarðardjúp)
Pour les articles homonymes, voir Álftafjörður.
L’Álftafjörður est un fjord secondaire de l'Ísafjarðardjúp dans les Vestfirðir en Islande. Il débouche sur le détroit de Danemark, dans l'océan Atlantique.

## Géographie
L'Álftafjörður est long de 10 km et large de 1,5 km à l'embouchure. La route 61, appelée Djúpvegur, en fait le tour en passant par le village de Súðavík. La pointe d'Arnarnes sépare l'Álftafjörður du Skutulsfjörður au nord-ouest, où se trouve la ville d'Ísafjörður, comme la pointe de Kambsnes du Seyðisfjörður au sud-est. Les pentes abruptes du mont Kofri dominent le fjord. Au fond se trouvent deux petites vallées, Hattardalur et Seljalandsdalur, et il est possible de marcher depuis cette dernière vers l'Önundarfjörður et le Dýrafjörður.

## Histoire
Le fjord a été nommé Álftafjörður (le fjord des cygnes) par Eyvindur kné, un colon venu du royaume d'Agðir en Norvège peut-être à la suite de la bataille de Hafrsfjord.
Les Norvégiens y ont été très actifs vers 1900 et y ont installé une station baleinière et une usine de traitement du hareng.